# Кадоль, Огюст
Огюст Жан-Батист Антуан Кадоль (Кадолль; фр. Auguste-Jean-Baptiste Cadolle; 22 апреля 1782, Париж — 4 июля 1849, Париж) — французский художник и литограф, долгое время работавший в Москве.

## Биография
Родился в 1782 году в Париже в семье юриста. Биография Кадоля известна плохо. Предполагается, что он был учеником художника-пейзажиста Жана-Виктора Бертена. Встречается также информация, что он служил кавалерийским офицером в Наполеоновской армии, в составе которой в 1812 году участвовал в походе на Россию. Попал в плен (затем, по некоторым данным, бежал из плена). Вернулся в Россию в 1819 году (либо, как и Дезарно, освобождённый в 1814 году, не пожелал уезжать из России).
Писал картины с видами Москвы, некоторые из которых присылал в 1824—1835 годах на ежегодный Парижский салон. Свои картины сам литографировал. Был женат на русской женщине; имел сына по имени Александр Жозеф Кадоль (1826—1893).
Не позднее 1837 года Кадоль вернулся в Париж, так как в тот год он представил на Парижский салон уже не вид Москвы, а вид Парижа. Ещё один вид Парижа Кадоль представил на Салоне в 1844 году.
По другим данным, уже в 1824 году находился в Париже.
Скончался в Париже в 1849 году.
Творчество Кадоля по-прежнему привлекает к себе интерес в России. Так, в 2023 году в Музее истории Лефортово состоялась публичная лекция «Москва в произведениях Огюста Кадоля», а в московском музее «Интеграция» прошла камерная выставка «Огюст Кадоль».

## Панорама Москвы, восстановленной послепожара 1812 года
Авторское название: «Панорама Москвы от Императорского дворца в Кремле». Для создания панорамы художник поднимался на Спасскую башню.
Литография на нескольких листах. Каждый лист панорамы продолжает следующий.

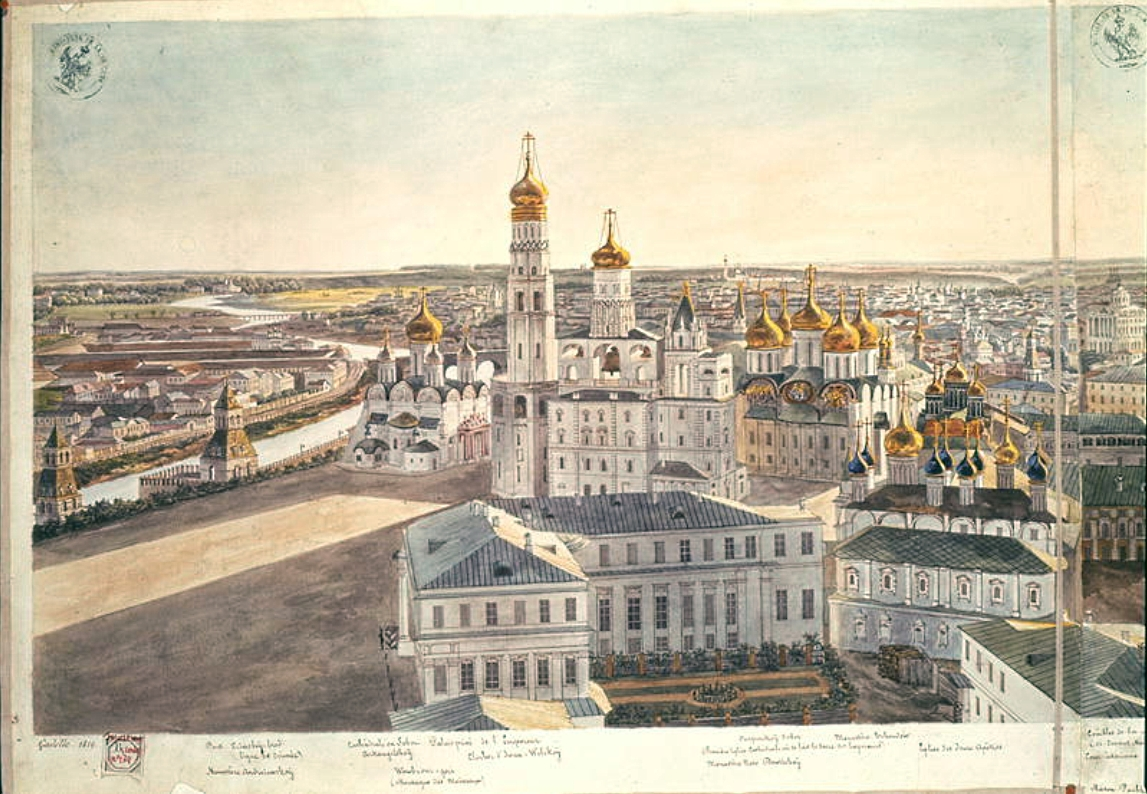
Лист 1. Соборная площадь Московского кремля с Архангельским собором, Колокольней Ивана Великого, Успенским собором, Церковью Двенадцати апостолов и снесённой большевиками церковью Чудова монастыря.
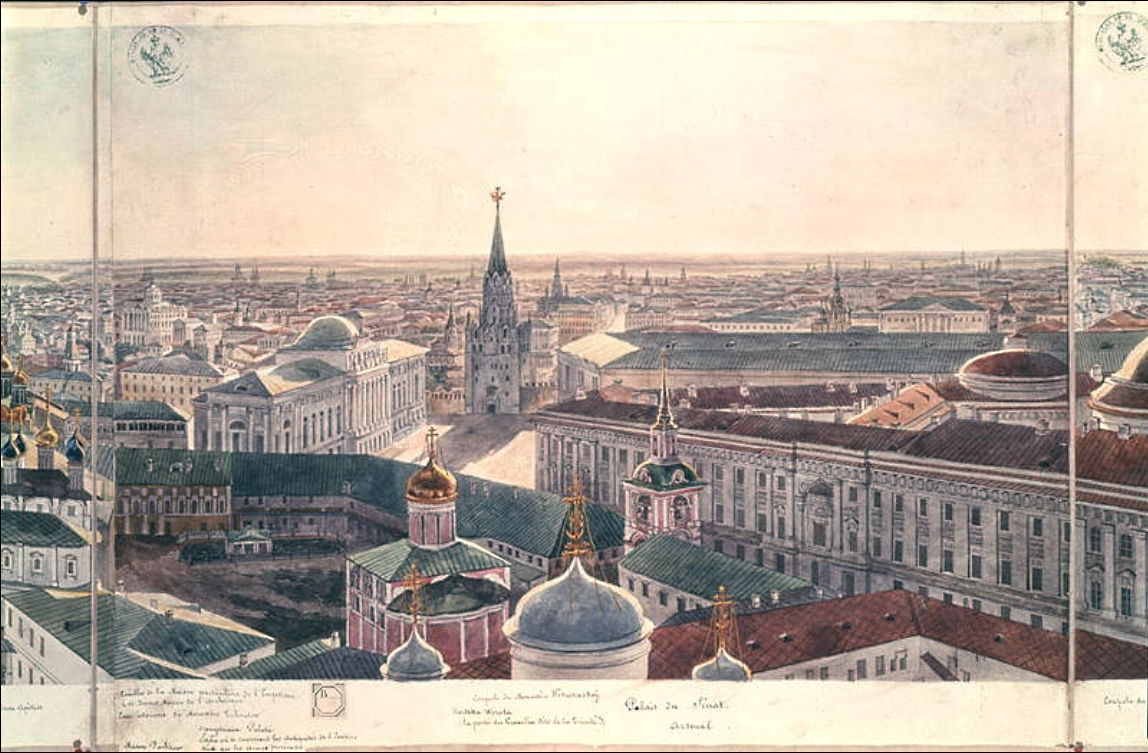
Лист 2. Утраченный ансамбль Чудова монастыря, Сенатский дворец и Арсенал, на заднем плане слева — дом Пашкова.
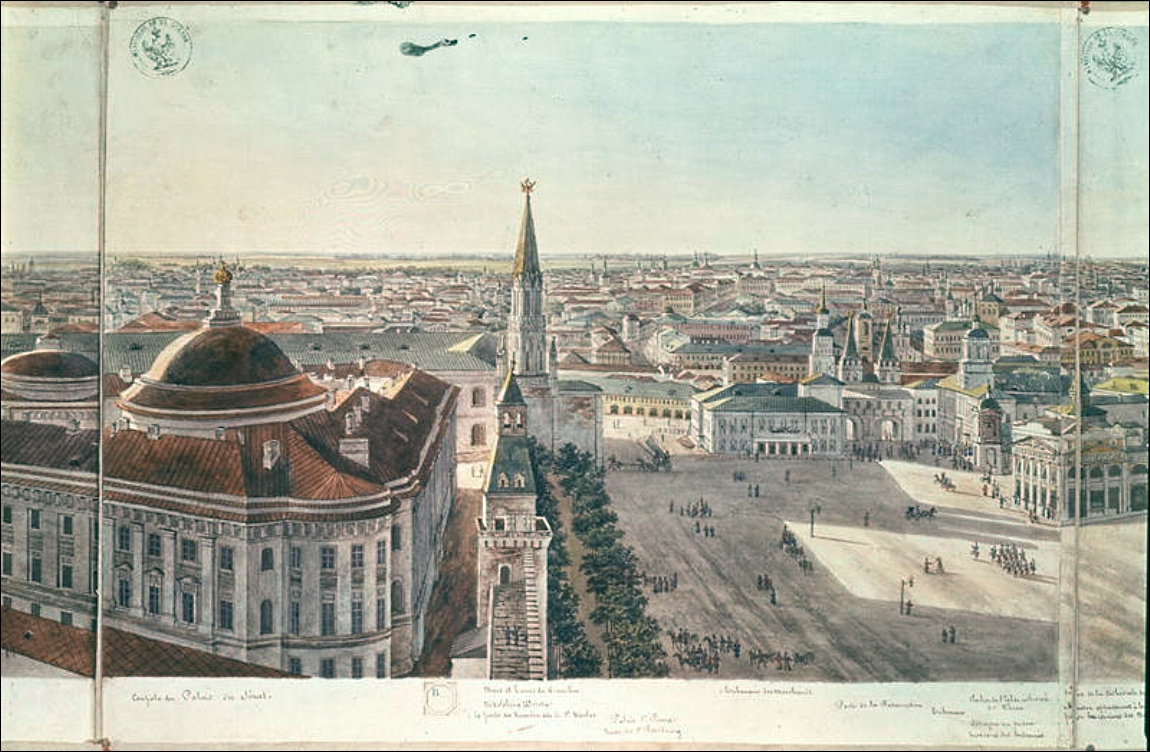
Лист 3. Сенатский дворец, Красная площадь, Главная аптека (ныне на её месте — Государственный исторический музей), Воскресенские ворота, Дом губернского правления и Казанская церковь.
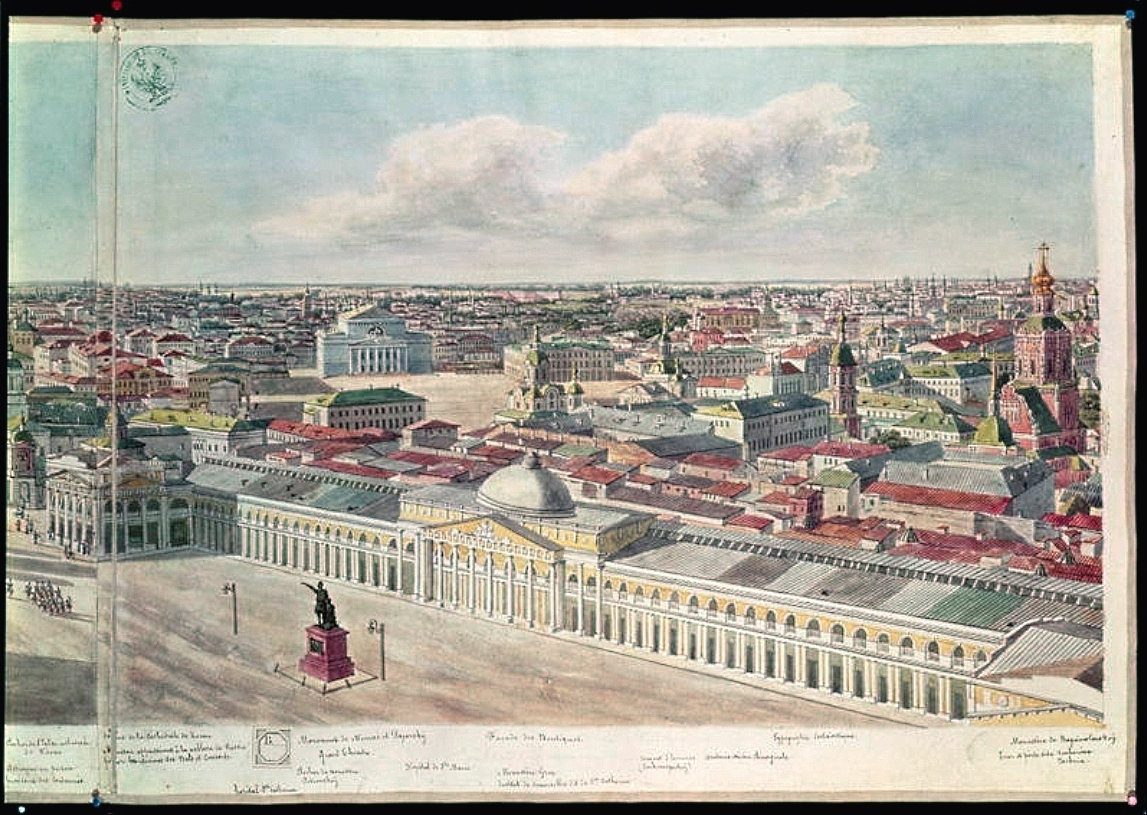
Лист 4. Памятник Минину и Пожарскому (позднее был переставлен к храму Василия Блаженного), торговые ряды (на их месте — ГУМ), Большой театр (сзади в центре, над памятником), Собор Богоявленского монастыря.
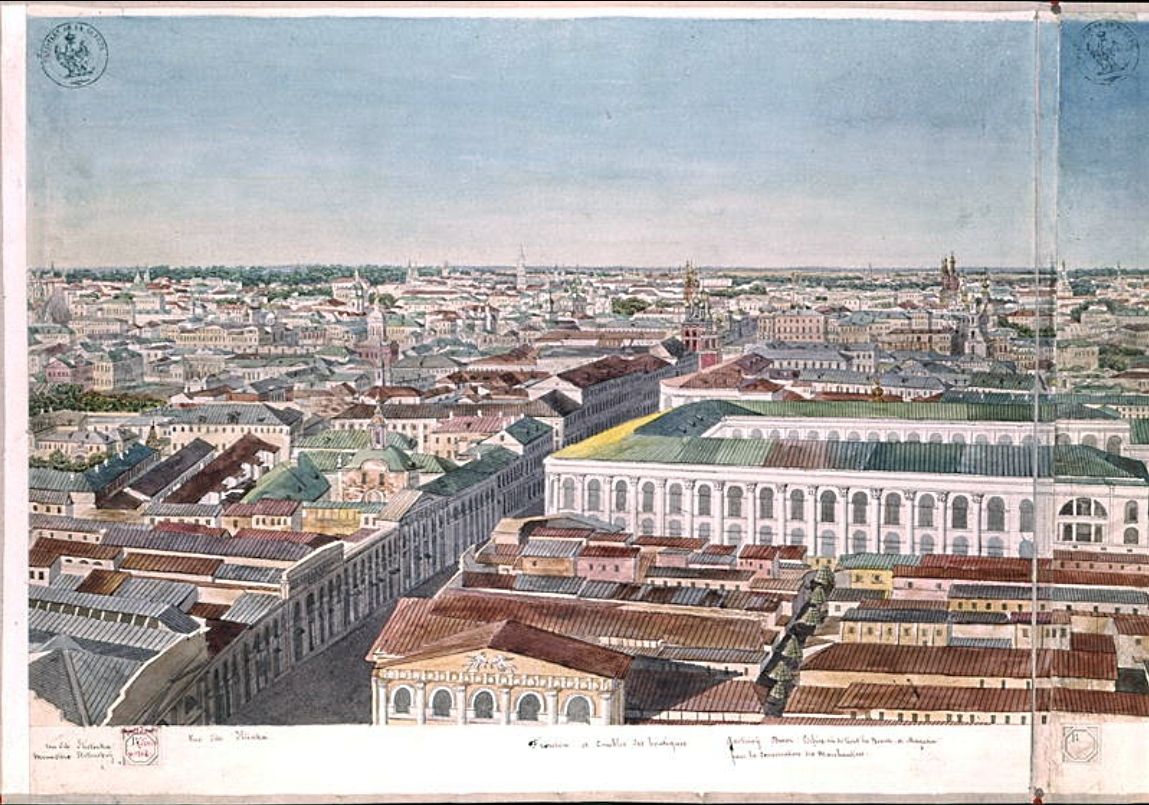
Лист 5. Улица Ильинка с церковью Ильи-Пророка, в честь которой названа, и Старым Гостиным двором.
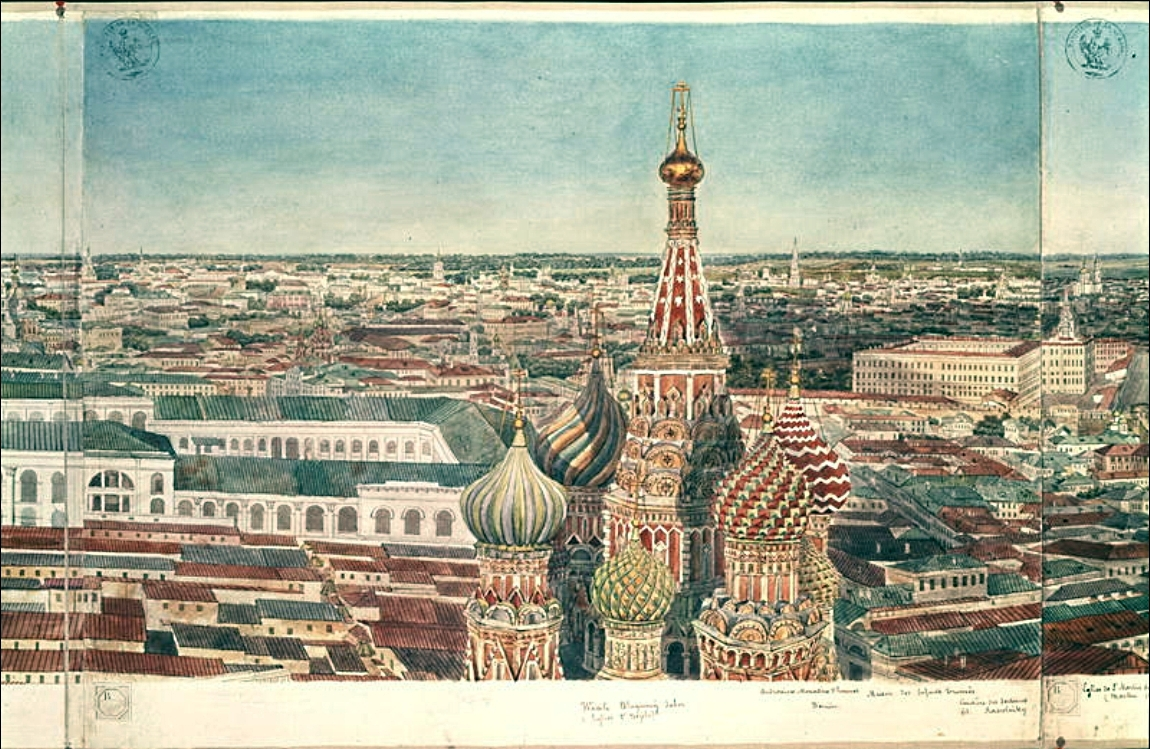
Лист 6. Храм Василия Блаженного и Воспитательный дом (справа), который его начальник Иван Тутолмин спас во время пожара 1812 года.
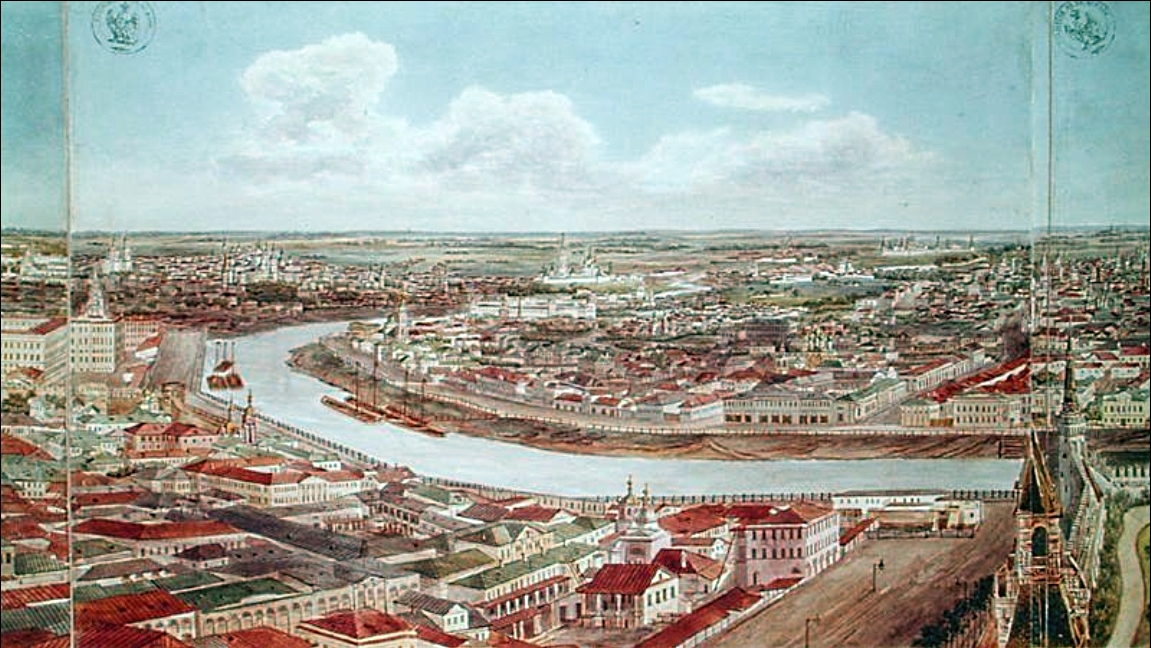
Лист 7. Москва-река. Позади в центре — Новоспасский монастырь, правее позади — Крутицкое подворье и Симонов монастырь. Впереди — улица Варварка с церковью Великомученицы Варвары, в честь которой названа.
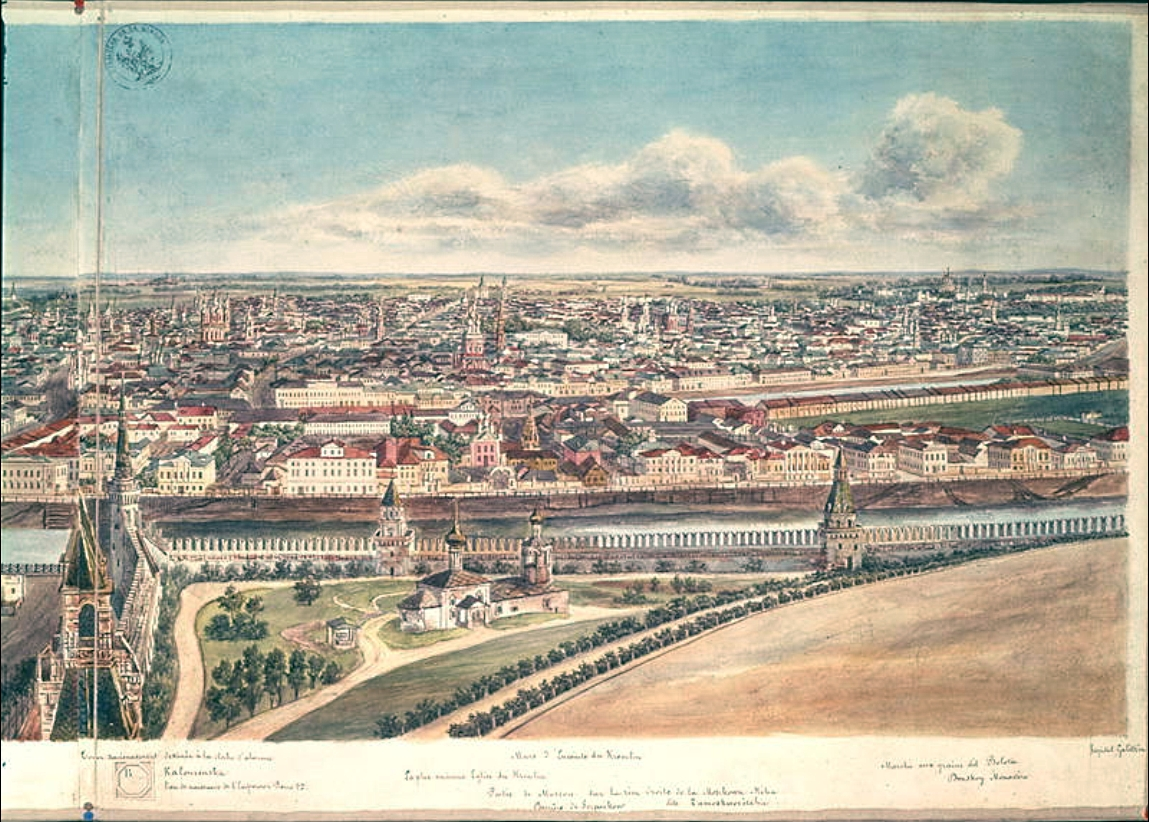
Лист 8. Внутренний вид Кремля с Тайницким садом и церковью Константина и Елены (снесена при большевиках).

## Другие работы

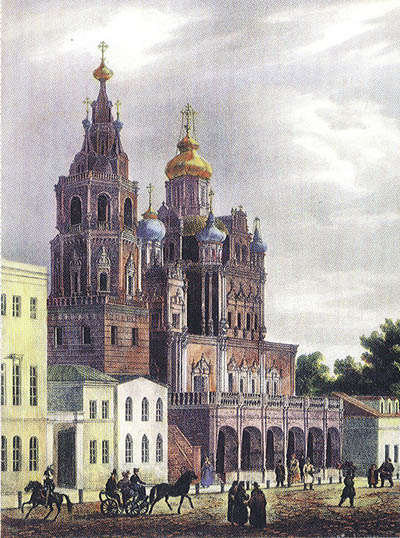
Церковь Успения на Покровке (один из шедевров русской архитектуры; снесена при большевиках)
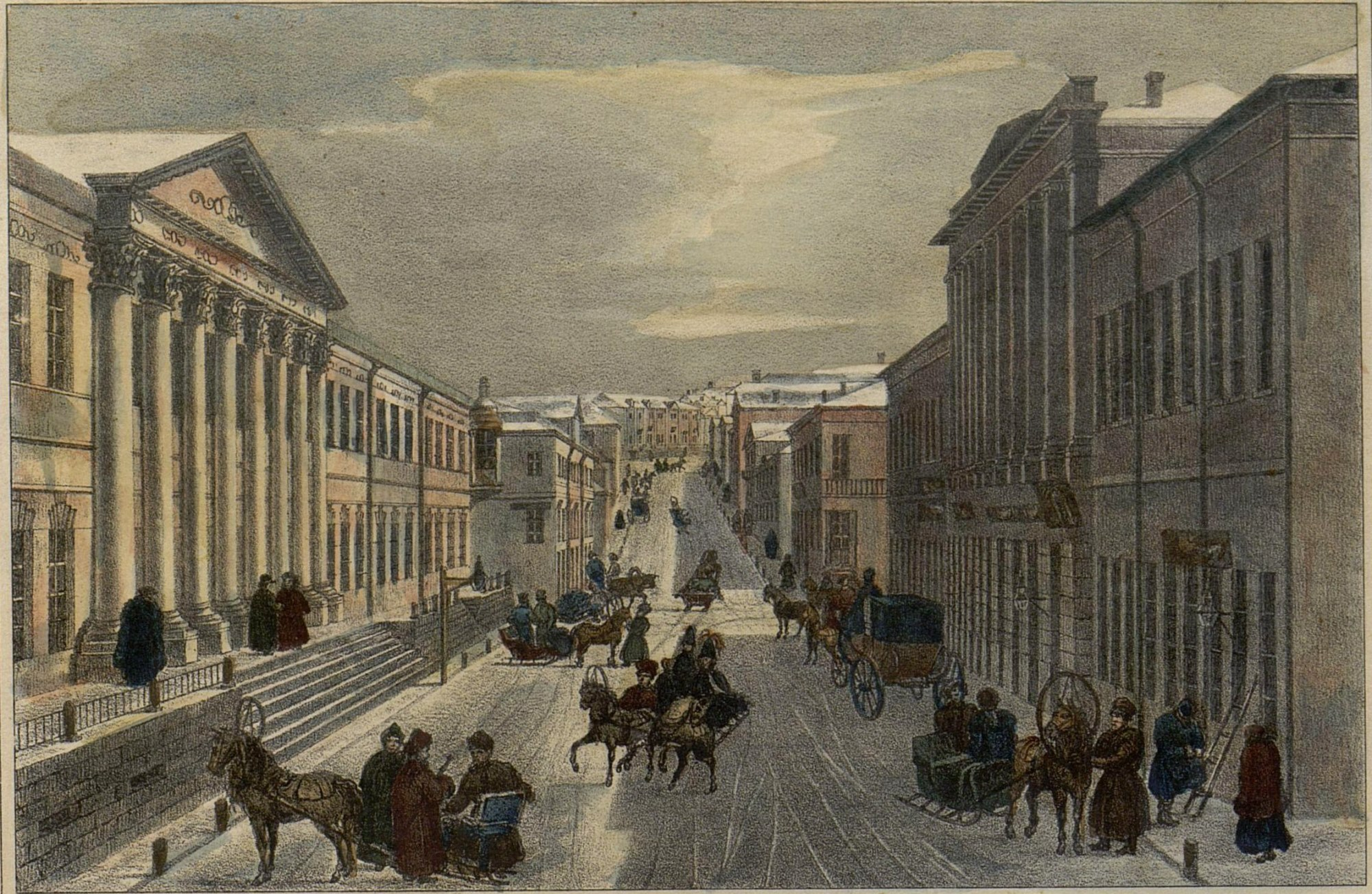
Зимний вид на улицу Кузнецкий мост. Видны сани и другие виды зимних экипажей (с полозьями вместо колёс)
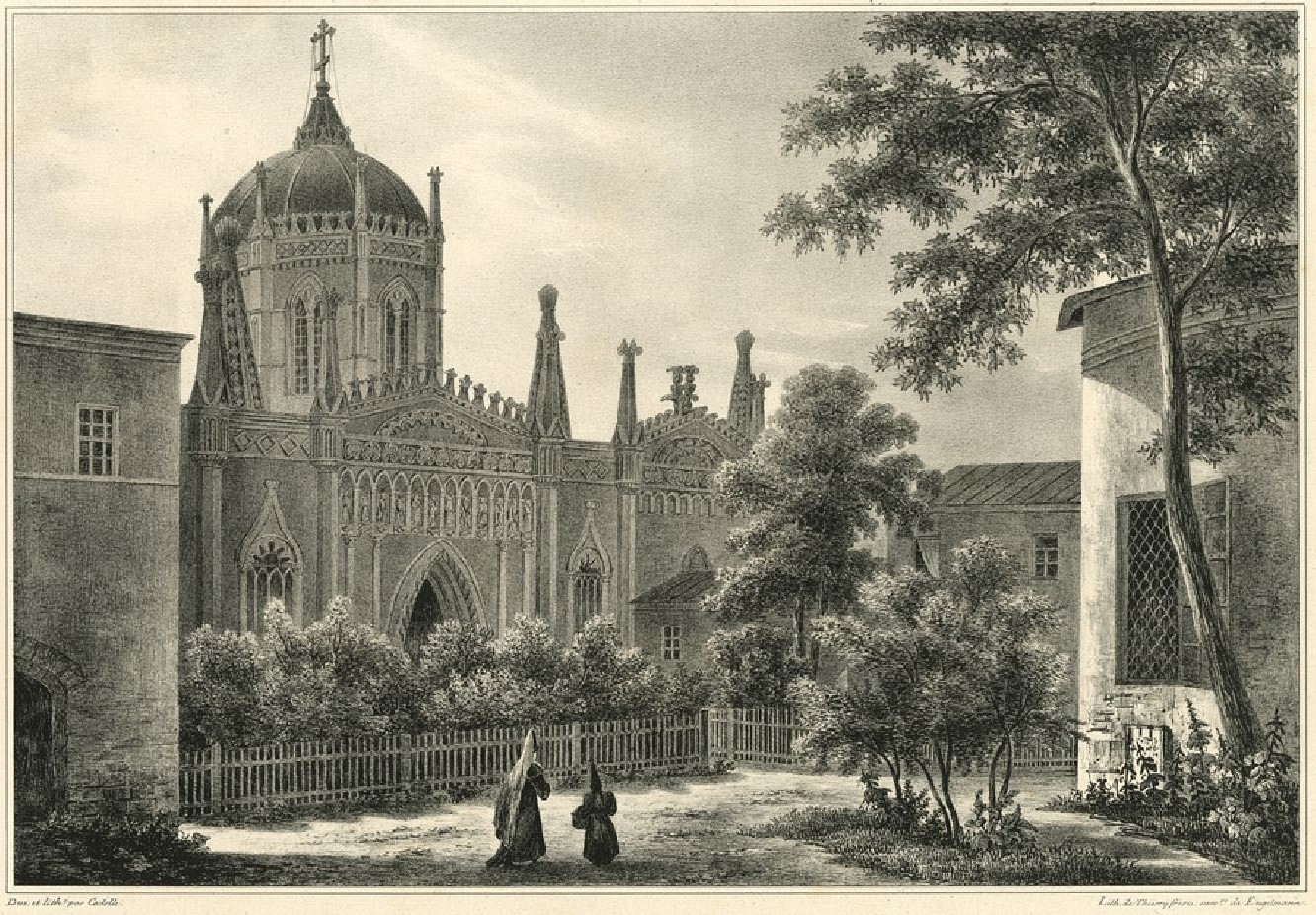
Собор Вознесенского женского монастыря в Московском кремле (снесён большевиками)
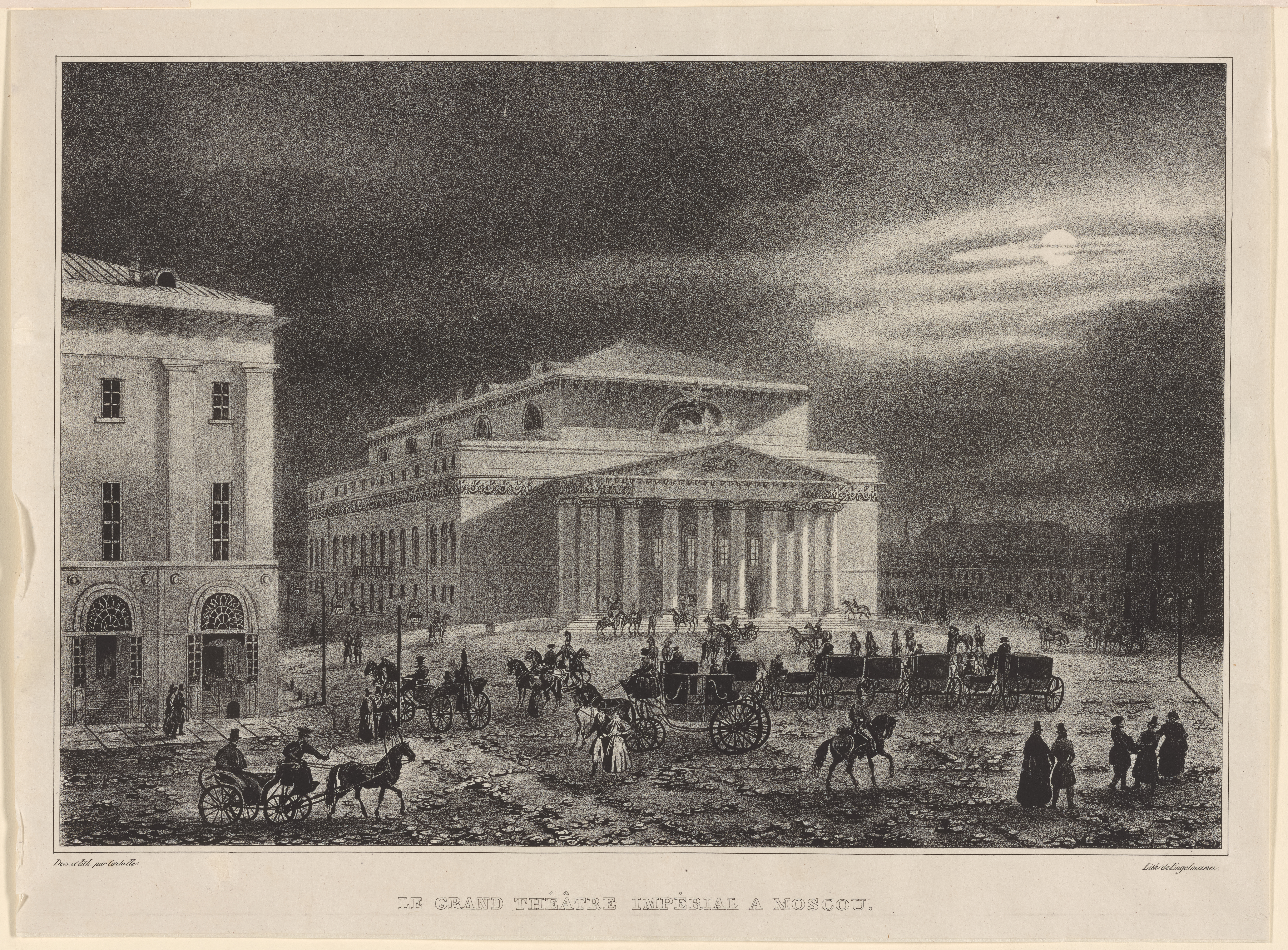
Большой театр
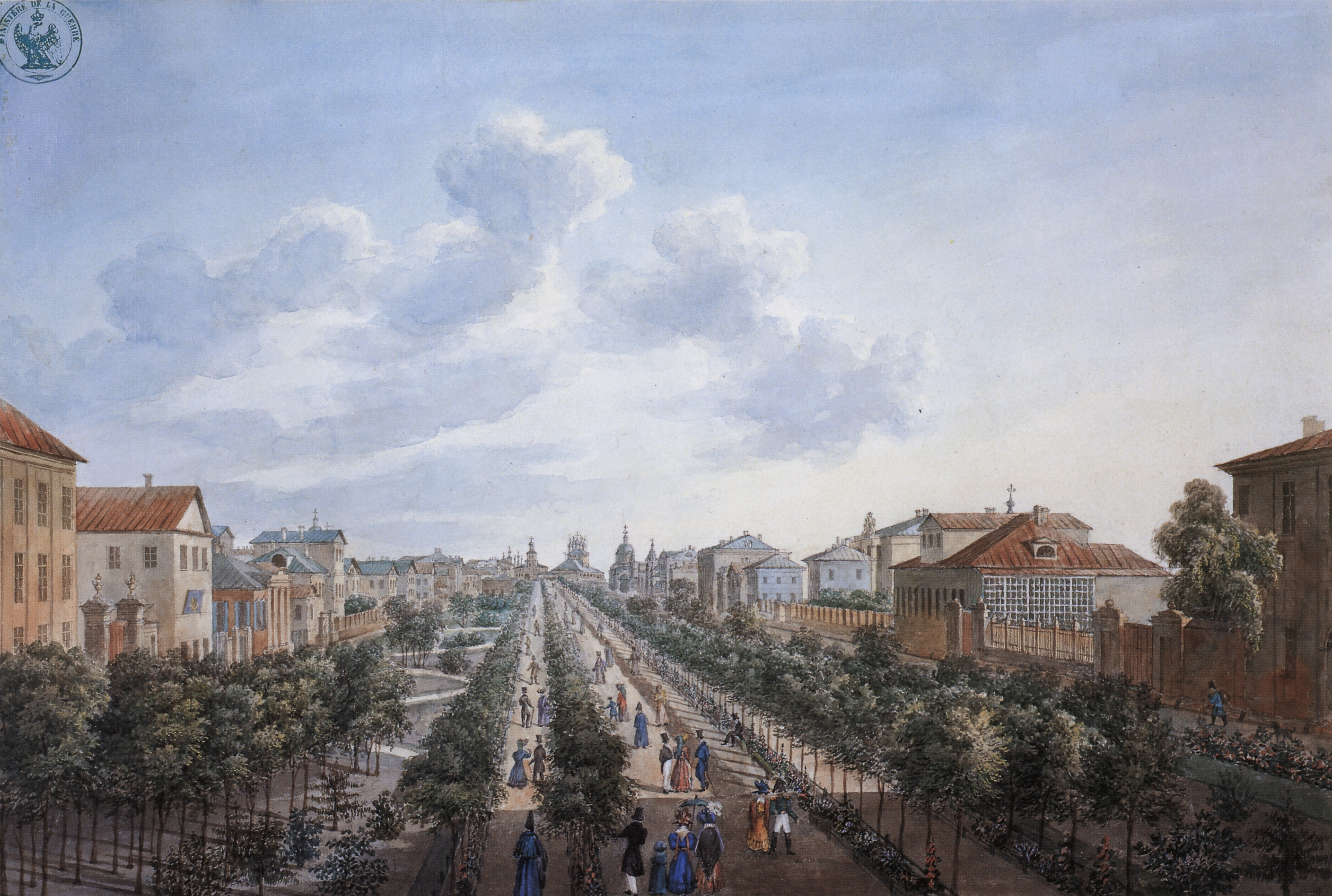
Тверской бульвар
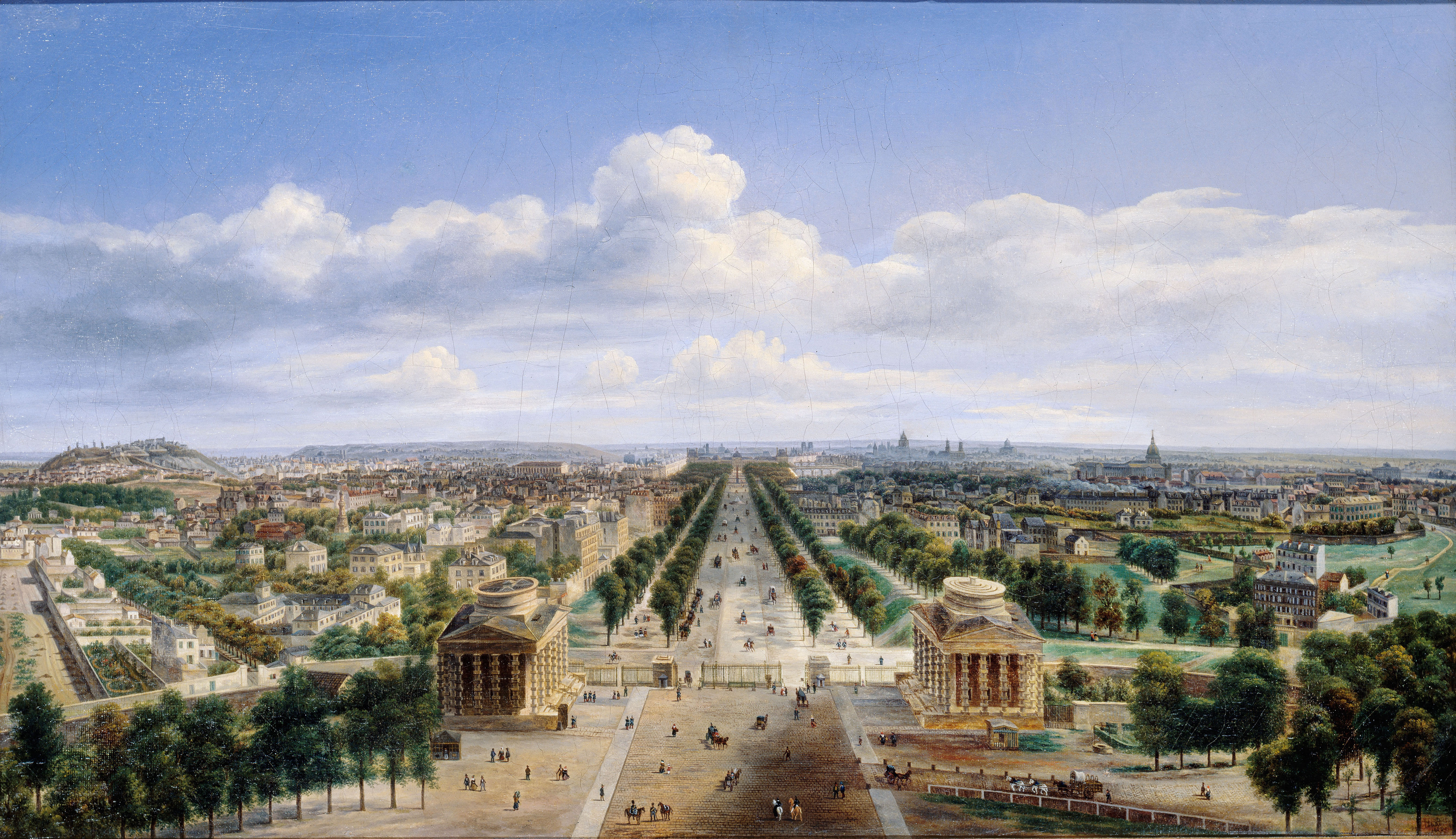
Вид на Париж с Триумфальной арки на площади Звезды